# Musculus brachiocephalicus
Der Musculus brachiocephalicus (latinisiert von altgr. Βραχιοκεφαλικός, „Oberarm-Kopf-Muskel“) ist ein Skelettmuskel der Schultergürtelmuskulatur bei Säugetieren mit rudimentärem oder nicht in den Schultergürtel integriertem Schlüsselbein. Beim Menschen ist er demzufolge nicht ausgebildet. Er ist ein platter Muskel an der Seite des Halses und bildet die obere Grenze der Drosselrinne.

## Teile
Der Muskel wird in zwei Abschnitte unterteilt, die am sehnigen Rudiment des Schlüsselbeins (Schlüsselbeinsehnenstreifen, Intersectio clavicularis) bzw. am vom Schultergürtel isolierten, in den Muskel eingelagerten Schlüsselbein (beispielsweise bei Katzen) ineinander übergehen. Dies sind der
- Musculus cleidobrachialis („Schlüsselbein-Oberarm-Muskel“) und der
- Musculus cleidocephalicus („Schlüsselbein-Kopf-Muskel“).

Der Musculus cleidobrachialis entspringt am Schlüsselbeinsehnenstreifen bzw. dem Schlüsselbein und zieht zur Oberarmleiste (Crista humeri) des Oberarmknochens. Vergleichend-anatomisch entspricht er der Pars clavicularis des Musculus deltoideus beim Menschen.
Der Musculus cleidocephalicus zieht vom Schlüsselbeinsehnenstreifen zum Kopf, bei Raubtieren auch zum Hals. Beim Menschen ist er Teil des  Musculus sternocleidomastoideus. Der Musculus cleidocephalicus kann – tierartlich verschieden – mehrere Ansatzpunkte haben, weshalb der Muskel entsprechend dem Ansatz weiter unterteilt wird:
- Die Pars mastoidea ist für die meisten Säugetiere typisch. Sie setzt am Warzenfortsatz (Processus mastoideus) des Schläfenbeins an.
- Die Pars occipitalis kommt zusätzlich zur Pars mastoidea bei Paarhufern vor. Sie setzt an der Nackenlinie bzw. der Nackenleiste (Linea bzw. Crista nuchae) des Hinterhauptsbeins an.
- Die Pars cervicalis ist bei Raubtieren der zweite Teil neben der Pars mastoidea. Sie zieht zur Verbindungsnaht der Muskulatur am Halsrücken und verschmilzt dort mit dem entsprechenden Muskel der Gegenseite.

## Funktion
Der Musculus brachiocephalicus kann sowohl die Vordergliedmaße, als auch den Hals und den Kopf bewegen. Bei durch andere Muskeln fixiertem Kopf und Hals streckt er das Schultergelenk und führt somit die Vordergliedmaße nach vorn. Bei festgestellten Vordergliedmaßen zieht er bei beidseitiger Kontraktion Kopf und Hals nach unten, bei einseitiger zur Seite.